# Dalia Kaddari
Dalia Kaddari, née le 23 mars 2001 à Cagliari, est une athlète italienne spécialiste du 200 mètres. 

## Biographie
Elle est sacrée sur 200 m lors des Championnats d'Europe espoirs 2021 à Tallinn, en 22 s 89.
Lors des championnats d'Europe 2022 à Munich, elle se classe 7e de l'épreuve du 200 m et remporte la médaille de bronze du relais 4 × 100 m.

## Palmarès

### International
| Date | Compétition                       | Lieu     | Résultat | Épreuve   | Performance |
| ---- | --------------------------------- | -------- | -------- | --------- | ----------- |
| 2021 | Championnats d'Europe par équipes | Chorzów  | 2e       | 200 m     | 22 s 89     |
| 2021 | Championnats d'Europe espoirs     | Tallinn  | 1re      | 200 m     | 22 s 64     |
| 2022 | Championnats du monde             | Eugene   | 8e       | 4 x 100 m | 42 s 92     |
| 2022 | Championnats d'Europe             | Munich   | 7e       | 100 m     | 11 s 37     |
| 2022 | Championnats d'Europe             | Munich   | 7e       | 200 m     | 23 s 19     |
| 2022 | Championnats d'Europe             | Munich   | 3e       | 4 x 100 m | 42 s 94     |
| 2023 | Championnats du monde             | Budapest | 4e       | 4 x 100 m | 42 s 49     |

### National
- Championnats d'Italie d'athlétisme :
  - 200 m : vainqueur en 2020, 2021, 2022, 2023.

## Records
| Épreuve | Performance | Lieu    | Date            |
| ------- | ----------- | ------- | --------------- |
| 200 m   | 22 s 64     | Tallinn | 10 juillet 2021 |